# Лондонско око
Лондонското око (на английски: The London Eye, цяло име Лондонското око на Мерлин Ентъртеймънтс, наричано още и Колелото на хилядолетието), е виенско колело в Лондон, построено през 1999 в чест на новото хилядолетие.
Със своята височина от 135 м то е най-високото виенско колело в Европа и една от най-популярните платени атракции във Великобритания, посещавано от над 3 000 000 души всяка година.
Лондонското око се намира в западния край на Юбилейните градини в Саут Бенк, на брега на река Темза, между мостовете Уестминстър и Хънгърфорд. Колелото е непосредствено пред бившия Купол на откритията, създаден за Британския фестивал през 1951.
По времето, когато е издигнато, то е най-високото виенско колело в света, докато е изместено от Звездата на Нанчанг (160 м) през май 2006 и по-късно от Сингапурския летец (165 м) на 11 февруари 2008. Все още обаче то е описвано от своите собственици като „най-високото конзолно виенско колело на света“ (цялата конструкция е поддържана само от една конзолна рамка във формата на буквата „л“ на едната страна).